# Dorian Dessoleil
Dorian Dessoleil (ur. 7 sierpnia 1992 w Charleroi) – belgijski piłkarz grający na pozycji środkowego obrońcy. Od 2021 jest zawodnikiem klubu Royal Antwerp FC.

## Kariera klubowa
Swoją karierę piłkarską Dessoleil rozpoczynał w juniorach Royal Charleroi (1999-2007), a następnie trenował w ROC Charleroi-Marchienne (2007-2008). W 2008 roku wrócił do Royalu Charleroi i w 2012 roku awansował do pierwszej drużyny tego klubu. 20 października 2012 zadebiutował w jego barwach w pierwszej lidze belgijskiej w wygranym 1:0 wyjazdowym meczu z Lierse SK. W Charleroi grał przez jeden sezon.
W 2013 roku Dessoleil przeszedł do drugoligowego Sint-Truidense VV. Swój debiut w nim zaliczył 3 sierpnia 2013 w zwycięskim 2:1 domowym meczu z CS Visé. W Sint-Truidense spędził rok.
W 2014 roku Dessoleil został zawodnikiem innego drugoligowca, RE Virton. Zadebiutował w nim 2 sierpnia 2014 w przegranym 0:3 wyjazdowym meczu z Sint-Truidense. Zawodnikiem Virton był przez sezon.
W 2015 roku Dessoleil wrócił do Royalu Charleroi i występował w nim do zakończenia sezonu 2020/2021. 27 sierpnia 2021 przeszedł za 2,5 miliona euro do Royalu Antwerp FC. Swój debiut w klubie z Antwerpii zanotował 19 września 2021 w zwycięskim 2:1 domowym meczu z RFC Seraing.
| Sezon   | Klub              | Kraj   | Rozgrywki       | Mecze | Gole |
| ------- | ----------------- | ------ | --------------- | ----- | ---- |
| 2012/13 | Royal Charleroi   | Belgia | Eerste klasse A | 5     | 0    |
| 2013/14 | Sint-Truidense VV | Belgia | Eerste klasse B | 21    | 0    |
| 2014/15 | RE Virton         | Belgia | Eerste klasse B | 34    | 6    |
| 2015/16 | Royal Charleroi   | Belgia | Eerste klasse A | 24    | 3    |
| 2016/17 | Royal Charleroi   | Belgia | Eerste klasse A | 19    | 1    |
| 2017/18 | Royal Charleroi   | Belgia | Eerste klasse A | 37    | 3    |
| 2018/19 | Royal Charleroi   | Belgia | Eerste klasse A | 36    | 2    |
| 2019/20 | Royal Charleroi   | Belgia | Eerste klasse A | 28    | 1    |
| 2020/21 | Royal Charleroi   | Belgia | Eerste klasse A | 34    | 2    |
| 2021/22 | Royal Charleroi   | Belgia | Eerste klasse A | 5     | 0    |